# タールカーン
タールカーン(ペルシア語/パシュトゥー語: طالقان)はアフガニスタン北東部のタハール州の州都である。2015年の人口は約21.9万人だった。

## 歴史

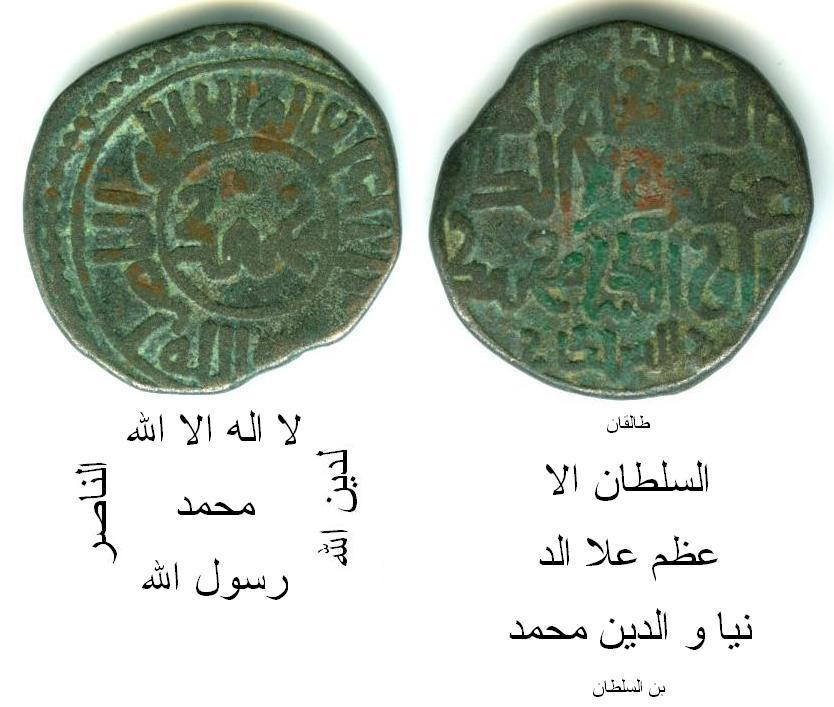
アラーウッディーン・ムハンマド時代(1200年～1220年)に鋳造された硬貨

1275年、マルコ・ポーロが訪れ、「タイカン城には大きな穀物市場が有る。南に聳える丘は大きい。白い塩から成り、鉄槌でしか砕けない程堅い。一周するのに30日かかるが、その行為はこの世で最も純粋だと考えられているようだ。世界中の国の需要を賄える程の塩がここには有る。」と述べた。

1603年、ベント・デ・ゴイスが訪れた。彼は隊商でカーブルからカシュガル王国の首都のヤルカンドまで旅していた。

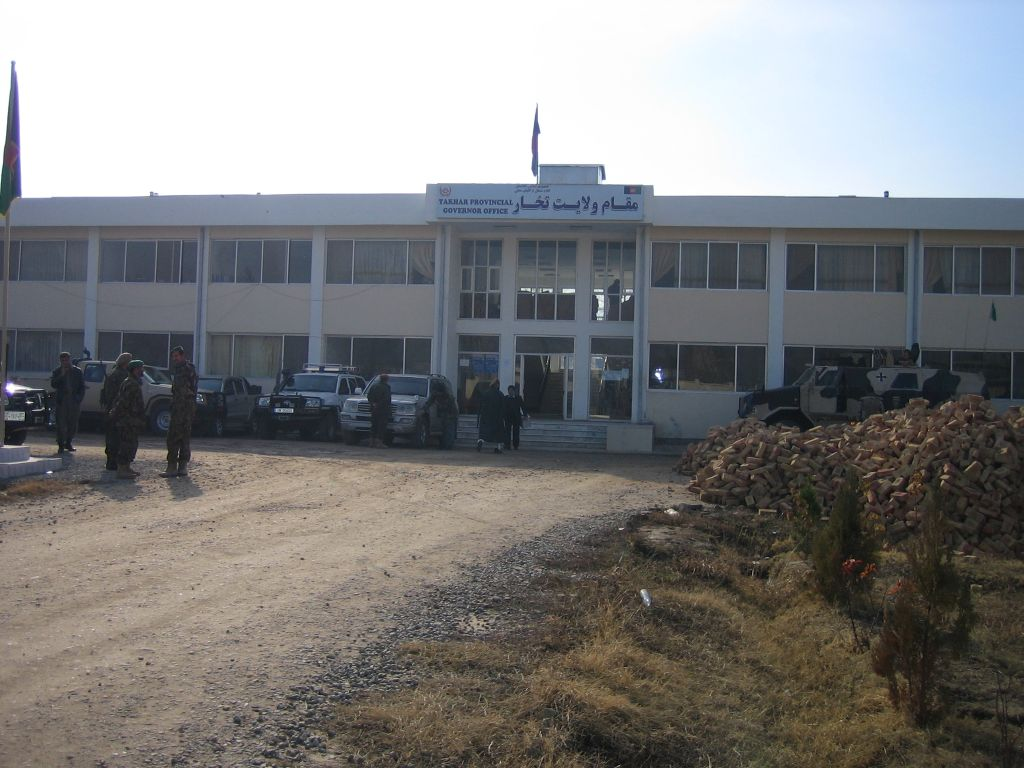
タールカーンのタハール県庁

2001年1月、ターリバーンがタールカーンを征服した。

多くの市民が難民となり、イマーム・サーヒブやパンジシール渓谷を目指した。北部同盟軍がターリバーンの市北部・東部への進軍を阻もうとしたが、失敗した。11月、北部同盟軍がタールカーンを包囲し、集団墓地で70人の女性と子供の遺体を発見した。彼らは捕虜の家族やパシュトゥーン人だったという事で虐殺された。